# Peyzac-le-Moustier
Peyzac-le-Moustier è un comune francese di 163 abitanti situato nel dipartimento della Dordogna nella regione della Nuova Aquitania.

## Monumenti e luoghi d'interesse
- Le Moustier. Le Moustier è un sito archeologico, costituito da due ripari rocciosi, scavato per la prima volta nel 1863 dall'inglese Henry Christy e dal francese Édouard Lartet, noto per avere dato il nome al periodo archeologico musteriano. Qui sono stati ritrovati due scheletri di ominidi della specie Homo neanderthalensis.[2]

## Società

### Evoluzione demografica
Abitanti censiti